# Mariano Jiménez
Pour les articles homonymes, voir Mariano Jiménez (homonymie).
Mariano Jiménez (né le 27 décembre 1985 à Mar del Plata) est un athlète argentin, spécialiste du sprint.
Ses meilleurs temps sont de :
- 100 m : 10 s 56 à Mar del Plata en 2008
- 200 m : 20 s 79 à Salta en avril 2009

Il détient le record d'Argentine du relais 4 × 100 m, le dernier record obtenu en 39 s 85 à Santiago du Chili, le 24 octobre 2010 (équipe composée de Miguel Wilken, Mariano Jiménez, Matías Robledo, Pablo del Valle).
Médaille d'argent lors des Championnats d'Amérique du Sud d'athlétisme 2011 et d'autres compétitions continentales.